# Вавта вас
Вавта вас (словен. Vavta vas) је насељено место у општини Стража, регија Југоисточне Словеније, Словенија.

## Историја
До територијалне реорганизације у Словенији била је у саставу старе општине Ново Место.

## Становништво
У попису становништва из 2011. године, Вавта вас је имала 410 становника.
| Број становника према пописима | Број становника према пописима | Број становника према пописима |
| ------------------------------ | ------------------------------ | ------------------------------ |
| 1991                           | 2002                           | 2011                           |
| 399                            | 392                            | 410                            |

Напомена: Године 1999. извршена је мања размена територија између насеља Румања вас и Вавта вас.

## Галерија
- сеоске куће
- стара основна школа